# Le Cri du cœur (film, 1994)
Pour les articles homonymes, voir Le Cri du cœur.
Pour plus de détails, voir Fiche technique et Distribution.
Le Cri du cœur est un film franco-burkinabé réalisé par Idrissa Ouedraogo et sorti en 1995. 

## Synopsis
Le film surf entre deux continents, l'Afrique et l'Europe, deux modes de vie différents.  " Moktar, un jeune garçon vivant en Afrique avec sa mère Saffi, reçoit une lettre de son père, Ibrahim Sow, émigré en France depuis plusieurs années. Cette note les invite à le rejoindre, mais Moktar doit alors quitter son village et son grand-père, dont la santé est fragile. Une fois en France, Moktar éprouve des difficultés d'adaptation. Toutefois, grâce à Paulo, un camarade rencontré lors de ses errances, Moktar commence à accepter cette nouvelle vie et à surmonter ses peurs.

## Fiche technique
- Titre : Le Cri du cœur
- Réalisation : Idrissa Ouedraogo
- Scénario : Jacques Akchoti, Robert Gardner et Idrissa Ouedraogo
- Photographie : Jean-Paul Meurisse et Jean Monsigny
- Décors : Olivier Paultre et Alain Poirot
- Costumes : Brigitte Faur-Perdigou
- Son : Dominique Hennequin
- Montage : Luc Barnier
- Musique : Henri Texier
- Production : Centre Européen Cinématographique Rhône-Alpes, Les Films de l'Avenir, Les Films de la Plaine
- Distribution : Cinéma Public Films
- Pays d’origine :  Burkina Faso -  France
- Durée : 86 minutes
- Date de sortie : France - 5 avril 1995

## Distribution
- Richard Bohringer
- Saïd Diarra
- Félicité Wouassi
- Alex Descas
- Clémentine Célarié
- Jean-Yves Gautier

## Sélection
- Mostra de Venise 1994[2]